# Distretto di Jinniu
Il distretto di Jinniu (金牛区S, Jīnniú QūP) è un distretto della Cina, situato nella provincia di Sichuan e amministrato dalla città sub-provinciale di Chengdu.